# Марта Харис
Марта Харис (на английски: Martha Harris) е английски психоаналитик, известен с работата си върху детското развитие в духа на идеите на Мелани Клайн. Тя е съпруга на Доналд Мелцер и близък сътрудник на Естер Бик (за която пише и кратка биография).
Има на свое име френски изследователски център с името Центъра за изследване Марта Харис.